# Pehenptah

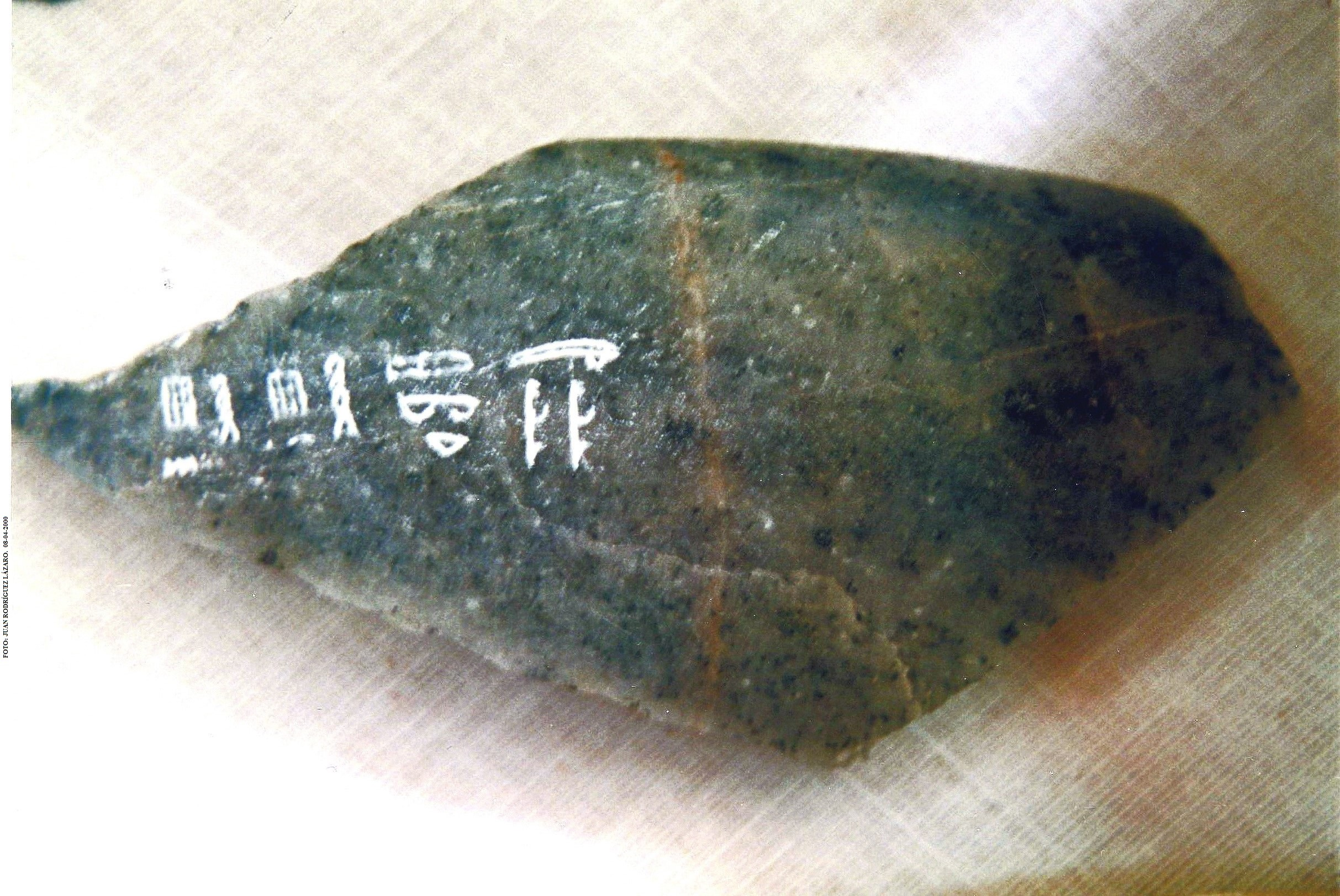
Kőtál Pehenptah nevével és címeivel

Pehenptah (pḥn-ptḥ) vagy Ptahpehen ókori egyiptomi hivatalnok, szobrász és vázakészítő volt a II. dinasztia idején vagy a III. dinasztia korának elején, nem tudni, melyik uralkodó alatt.
Neve csak négy feliratról ismert kőtálakon, melyeket Dzsószer szakkarai piramiskomplexumának déli részén találtak, föld alatti raktárakban.

## Címei
Pehenptah magas rangú hivatalnokként és papként számos címet viselt:
- Ptah istenszolgája (hem-netjer Ptah)
- A szobrászok mestere (medzsehu-keszenu)
- A [királyi] vázák alkotója (afet-nebui)
- Az istenek fejpántja (sefed-netjeru)

## Pályája
Pehenptah pályafutásáról gyakorlatilag semmit nem tudni címein kívül. Az sem ismert, melyik uralkodó alatt szolgált. Mivel „az istenek fejpántja”-ként egy szed-ünnep alkalmával említik, amelyet tipikusan a 30. uralkodási évben rendeztek meg először, királya valószínűleg nagyon sokáig ült a trónon. A II. és III. dinasztiából összesen csak két király ismert, aki ilyen sokáig uralkodott: Ninetjer és (talán) Dzsószer. Nem zárható azonban ki, hogy Pehenptah egy olyan királyt szolgált, aki előre megünnepelte szed-ünnepét, mert tudni, hogy ilyenre is sor került, bár oka nem ismert. Így nem dönthető el pontosan, mikor élt Pehenptah.

## Fordítás
- Ez a szócikk részben vagy egészben  a   Pehen-Ptah című angol Wikipédia-szócikk ezen változatának fordításán alapul.  Az eredeti cikk szerkesztőit annak laptörténete sorolja fel. Ez a jelzés csupán a megfogalmazás eredetét és a szerzői jogokat jelzi, nem szolgál a cikkben szereplő információk forrásmegjelöléseként.